# قصي الخوالدة
قصي عماد الخوالدة (1994 – 24 نوفمبر 2013) لاعب كرة قدم أردني كان يجيد اللعب أساساً في مركز الوسط.
توفي الخوالدة بسبب الاختناق بعد أن بلع لسانه أثناء مباراة في دوري الشباب يوم 24 نوفمبر 2013 عن عمر ناهز 19 عاماً في مسقط رأسه عمان.

## روابط خارجية
- قصي الخوالدة على موقع قاعدة بيانات كرة القدم.إي يو (الإنجليزية)